# Krisztina holland hercegnő
Mária Krisztina (Baarn, 1947. február 18. – Hága, 2019. augusztus 16.), hollandul: Maria Christina, Prinses der Nederlanden, holland királyi hercegnő, legidősebb nővére Beatrix holland királynő.

## Élete
Szülei Julianna holland királynő és Lippe–biesterfeldi Bernát holland herceg. Három nővére született, akik mind túlélték őt.

## Gyermekei
- Férjétől, a kubai származású Jorge Guillermo (1946–) úrtól, akivel 1975-ben házasodtak össze, és 1996-ban váltak el, három gyermek:
  - Bernardo Federico Tomás Guillermo (1977– ), felesége Eva Prinz-Valdes, 2 gyermek:
    - Isabel Christina (2009– )
    - Julián Jorge (2011– )

  - Nicolás Daniel Mauricio Guillermo, (1979– )
  - Juliana Edenia Antonia Guillermo, (1981– ), férje Tao Bodh, két gyermek